# Mark Owen

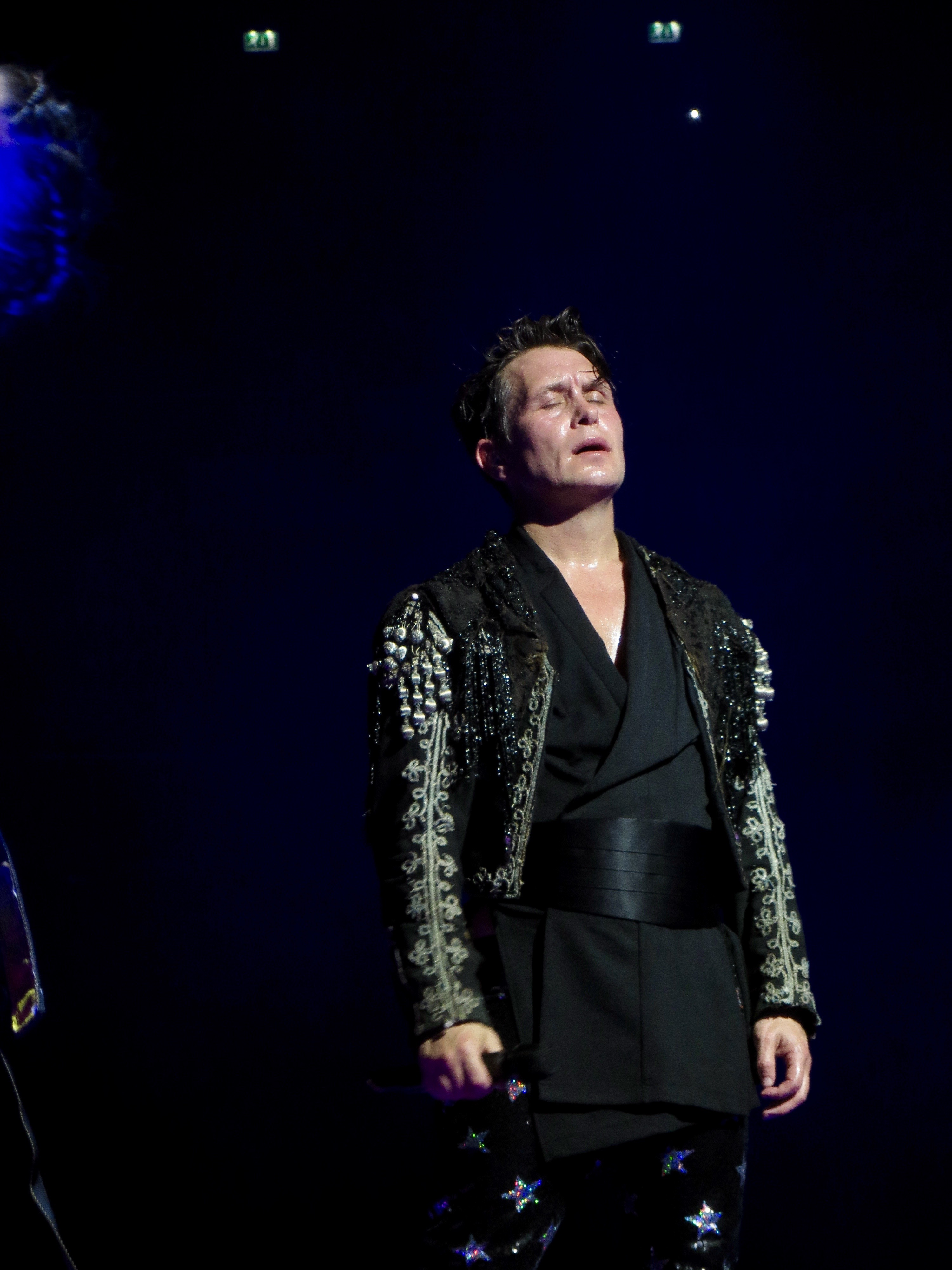
Mark Owen (2017)

Mark Anthony Patrick Owen (* 27. Januar 1972 in Oldham, Greater Manchester/Lancashire) ist ein britischer Sänger und Tänzer sowie seit ihrer Gründung im Jahr 1990 Mitglied der Band und früheren Boygroup Take That.

## Leben und Karriere
Mark Anthony Patrick Owen wurde am 27. Januar 1972 in Oldham bei Manchester in England geboren. Seine Eltern sind Mary Frances und Keith Owen. Er hat zwei Geschwister, seine Schwester Tracey und seinen Bruder Daniel. Als Kind wollte er Profi-Fußballer werden und fiel sogar Talentscouts von Manchester City ins Auge, musste diesen Wunsch aber aufgrund einer Verletzung aufgeben. Meist mit seiner Familie als Publikum imitierte er Stars wie beispielsweise Elvis Presley.
Im Jahr 1990 wurde Mark Owen Mitglied in der von Nigel Martin-Smith gegründeten Band Take That. Schnell war klar, dass Owen bei den Fans einer der beliebtesten „Thatter“ war, was auch der Nr.-1-Erfolg des von ihm gesungenen Titels Babe (Album Everything Changes von Take That) bewies. Allerdings bekam Owen bis zur Trennung im Jahr 1996 nur noch eine weitere Chance, sich als Leadsänger zu profilieren, und zwar mit dem Song The Day After Tomorrow auf dem vorerst letzten Studio-Album von Take That, Nobody Else.
Nachdem sich Take That im Frühjahr 1996 aufgelöst hatten, veröffentlichte Mark Owen ein Soloalbum mit dem Titel Green Man, aus dem die durchaus erfolgreichen Auskopplungen Child, Clementine und I Am What I Am hervorgingen. Danach wurde es zunächst ruhiger um Owen. Im Jahr 2003 kam dann mit In Your Own Time das zweite Studioalbum des Sängers und Songwriters auf den Markt. Owen sorgte außerdem beim englischen Celebrity Big Brother für Aufsehen, welches er dann auch als Sieger verließ. Nachdem seine Plattenfirma den Plattenvertrag aufgelöst hatte, gründete er sein eigenes Label „Sedna Records Ltd“, unter dem er dann sein 2005 erschienenes drittes Album, How the Mighty Fall, in Los Angeles produzierte. Aus diesem Album wurden die Titel Believe in the Boogie, Hail Mary und Makin’ Out ausgekoppelt. Ebenfalls 2005 tourte Owen durch einige europäische Länder, u. a. Großbritannien, Italien und zweimal durch Deutschland. Nach fast zehn Jahren Trennung wurde dann 2006 die Wiedervereinigung von Take That bekannt gegeben.
Im Juni 2013 erschien Owens viertes Soloalbum The Art of Doing Nothing. Das Lied Stars wurde als erste Single ausgekoppelt.

### Privates
Mark Owen ist seit November 2009 mit der britischen Schauspielerin Emma Ferguson verheiratet. Beide haben gemeinsam zwei Töchter und einen Sohn.
Anfang 2010 machte der zuvor skandalfreie Owen Schlagzeilen, als seine Ex-Geliebte Neva Hanley der Presse von seinen Affären und Alkoholproblemen berichtete. Owen machte daraufhin einen Entzug. Auf dem nur kurze Zeit später erschienenen Take-That-Album Progress verarbeitete Owen seine Eheprobleme in den Song What Do You Want from Me.

## Diskografie

### Studioalben
| Jahr | Titel                    | Höchstplatzierung, Gesamtwochen, AuszeichnungChartplatzierungen (Jahr, Titel, Platzierungen, Wochen, Auszeichnungen, Anmerkungen) | Höchstplatzierung, Gesamtwochen, AuszeichnungChartplatzierungen (Jahr, Titel, Platzierungen, Wochen, Auszeichnungen, Anmerkungen) | Höchstplatzierung, Gesamtwochen, AuszeichnungChartplatzierungen (Jahr, Titel, Platzierungen, Wochen, Auszeichnungen, Anmerkungen) | Höchstplatzierung, Gesamtwochen, AuszeichnungChartplatzierungen (Jahr, Titel, Platzierungen, Wochen, Auszeichnungen, Anmerkungen) | Anmerkungen                              |
| Jahr | Titel                    | DE | AT | CH | UK | Anmerkungen                              |
| ---- | ------------------------ | --- | --- | --- | --- | ---------------------------------------- |
| 1996 | Green Man                | DE46 (8 Wo.)DE | AT28 (8 Wo.)AT | CH22 (8 Wo.)CH | UK33 Gold · (13 Wo.)UK | Erstveröffentlichung: 2. Dezember 2006   |
| 2003 | In Your Own Time         | — | — | — | UK59 (1 Wo.)UK | Erstveröffentlichung: 3. November 2003   |
| 2005 | How the Mighty Fall      | DE56 (2 Wo.)DE | — | — | — | Erstveröffentlichung: 18. April 2005     |
| 2013 | The Art of Doing Nothing | — | — | — | UK29 (1 Wo.)UK | Erstveröffentlichung: 7. Juni 2013       |
| 2022 | Land Of Dreams           | — | — | — | UK5 (1 Wo.)UK | Erstveröffentlichung: 23. September 2022 |

### Singles
| Jahr | Titel Album                               | Höchstplatzierung, Gesamtwochen, AuszeichnungChartplatzierungen (Jahr, Titel, Album, Platzierungen, Wochen, Auszeichnungen, Anmerkungen) | Höchstplatzierung, Gesamtwochen, AuszeichnungChartplatzierungen (Jahr, Titel, Album, Platzierungen, Wochen, Auszeichnungen, Anmerkungen) | Höchstplatzierung, Gesamtwochen, AuszeichnungChartplatzierungen (Jahr, Titel, Album, Platzierungen, Wochen, Auszeichnungen, Anmerkungen) | Höchstplatzierung, Gesamtwochen, AuszeichnungChartplatzierungen (Jahr, Titel, Album, Platzierungen, Wochen, Auszeichnungen, Anmerkungen) | Anmerkungen                                             |
| Jahr | Titel Album                               | DE | AT | CH | UK | Anmerkungen                                             |
| ---- | ----------------------------------------- | --- | --- | --- | --- | ------------------------------------------------------- |
| 1996 | Child Green Man                           | DE20 (10 Wo.)DE | AT10 (10 Wo.)AT | CH5 (9 Wo.)CH | UK3 Silber · (15 Wo.)UK | Erstveröffentlichung: 18. November 1996                 |
| 1997 | Clementine Green Man                      | DE52 (9 Wo.)DE | — | — | UK3 (7 Wo.)UK | Erstveröffentlichung: 3. Februar 1997                   |
| 1997 | I Am What I Am Green Man                  | — | — | — | UK29 (4 Wo.)UK | Erstveröffentlichung: 1. August 1997                    |
| 2003 | Four Minute Warning In Your Own Time      | — | — | — | UK4 (9 Wo.)UK | Erstveröffentlichung: 4. August 2003                    |
| 2003 | Alone Without You In Your Own Time        | — | — | — | UK26 (2 Wo.)UK | Erstveröffentlichung: 27. Oktober 2003                  |
| 2004 | Makin' Out How the Mighty Fall            | — | — | — | UK30 (2 Wo.)UK | Erstveröffentlichung: 7. Juni 2004                      |
| 2005 | Believe in the Boogie How the Mighty Fall | DE78 (3 Wo.)DE | — | — | UK57 (1 Wo.)UK | Erstveröffentlichung: 22. August 2005                   |
| 2010 | Everybody Hurts Hope for Haiti Now        | DE16 (7 Wo.)DE | AT23 (7 Wo.)AT | CH16 (2 Wo.)CH | UK1 Platin · (6 Wo.)UK | Erstveröffentlichung: 7. Februar 2010 mit Helping Haiti |

Weitere Singles
- 2005: Hail Mary
- 2013: Stars
- 2022: You Only Want Me
- 2022: Are you Looking for Billy?
- 2022: Magic

## Auszeichnungen für Musikverkäufe
| Platin-Schallplatte - Spanien - 1997: für das Album Green Man |

Anmerkung: Auszeichnungen in Ländern aus den Charttabellen bzw. Chartboxen sind in ebendiesen zu finden.
| Land/RegionAuszeichnungen für Musikverkäufe (Land/Region, Auszeichnungen, Verkäufe, Quellen) | Silber  | Gold  | Platin     | Verkäufe | Quellen             |
| -------------------------------------------------------------------------------------------- | ------- | ----- | ---------- | -------- | ------------------- |
| Spanien (Promusicae)                                                                         | —       | —     | Platin1    | 100.000  | elportaldemusica.es |
| Vereinigtes Königreich (BPI)                                                                 | Silber1 | Gold1 | Platin1    | 900.000  | bpi.co.uk           |
| Insgesamt                                                                                    | Silber1 | Gold1 | 2× Platin2 |          |                     |